# Rübenach
Rübenach est un quartier de la ville de Coblence, en Allemagne.
C'est de là que le duc de Brunswick, sur le point d'envahir la France, lança son Manifeste de Brunswick en août 1792.